# Благовещение Богородично (Харков)
„Благовещение Богородично“ (на украински: Свято-Благовіщенський кафедральний собор) е православна църква в град Харков, катедрала на Харковската и Богодуховска епархия на Украинската православна църква на Московската патриаршия.
Завършена е на 2 октомври 1888 година. Църквата е осветена и открита през 1901 година. Построена е на мястото на катедралата „Успение Богородично“. Проектирана е от местния архитект Михаил Ловцов. Представлява сграда в неовизантийски стил с 5 купола и отличителна камбанария, висока 80 метра.